# Округ Есекс (Њу Џерзи)
Есекс (енгл. Essex County) је округ у америчкој савезној држави Њу Џерзи.

## Демографија
По попису из 2010. године број становника је 783.969, што је 9.664 (-1,2%) становника мање него 2000. године.
| Група             | 2000.           | 2010.           |
| Белци             | 298.708 (37,6%) | 260.177 (33,2%) |
| Афроамериканци    | 327.324 (41,2%) | 320.479 (40,9%) |
| Азијати           | 29.429 (3,7%)   | 35.789 (4,6%)   |
| Хиспаноамериканци | 122.347 (15,4%) | 159.117 (20,3%) |
| Укупно            | 793.633         | 783.969         |